# Rom baro
Nelle comunità rom negli Stati Uniti d'America e in alcune aree d'Europa, il rom baro è il capo comunità. Si guadagna la sua posizione per merito e le sue decisioni - sebbene considerate sagge - non hanno l'approvazione automatica della comunità. Altri fattori nella selezione di un rom baro includono la conoscenza della lingua delle aree di viaggio pianificate e l'intraprendenza in situazioni di emergenza.

## Etimologia
Il termine baro è di origine indica e implica non solo "grande", ma anche potente e importante. Alcuni gruppi romaní canadesi e statunitensi vi hanno sostituito il termine shato, una contrazione di O Baro Shato, "colpo grosso".

## Citazioni letterarie
In uno dei più noti romanzi di successo dello scrittore brasiliano Paulo Coelho, La strega di Portobello, la figura del Rom Baro viene citata più volte, come capo comunità della città rumena di Sibiu, dove la protagonista Athena torna per ritrovare la madre naturale Liliana, protetta dal Rom Baro della stessa comunità (Bompiani, Milano, 2007).